# Esdoornpuntkogeltje
Het esdoornpuntkogeltje (Mycosphaerella latebrosa) is een schimmel behorend tot de familie Mycosphaerellaceae. Deze biotrofe parasiet komt voor op bladeren van esdoorn (Acer).

## Kenmerken
Mycosphaerella latebrosa veroorzaakt bladvlekken. De conidia zijn hyaliene, 3-septaat, met guttules en meten 36,8-42,5 x 3,4-4,4 micron.

## Verspreiding
In Nederland komt het esdoornpuntkogeltje zeer zeldzaam voor.

̽